# Pierre Garcia
 Pierre Garcia  (27 tháng 7 năm 1943 – 13 tháng 2 năm 2023) là một cựu cầu thủ và huấn luyện viên bóng đá người Pháp. Câu lạc bộ cuối cùng mà ông từng thi đấu trong sự nghiệp là câu lạc bộ Rennes tại Ligue 1. Garcia qua đời vào ngày 13 tháng 2 năm 2023 ở tuổi 79.

## Danh hiệu
Rennes
- Cúp bóng đá Pháp: 1970–71